# Lucas Belvaux

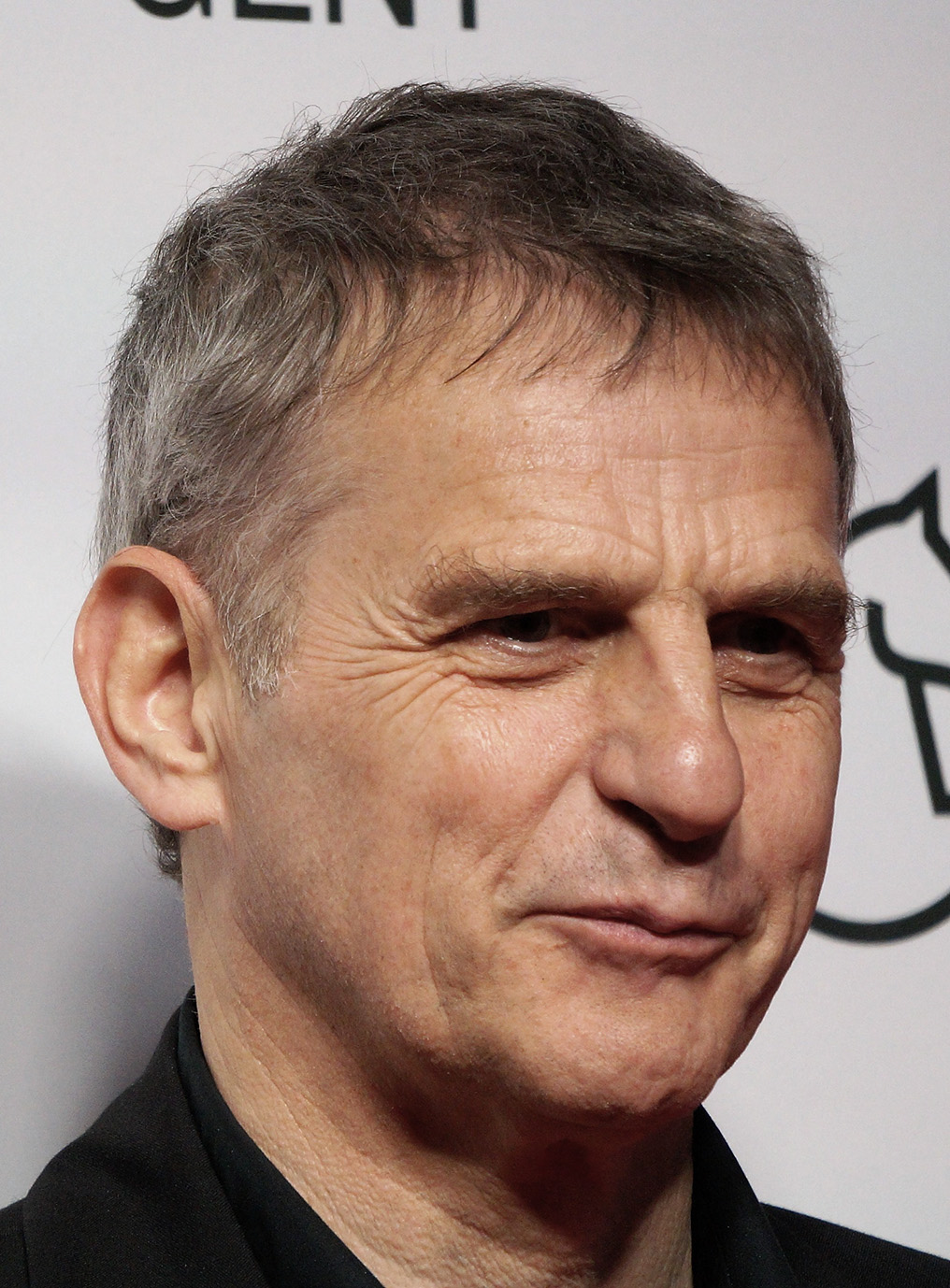
Lucas Belvaux (2021)

Lucas Belvaux (Namen, 14 november 1961) is een Belgisch acteur en regisseur.

## Biografie
Hij liep school in het koninklijke atheneum te Philippeville waar zijn vader directeur was. In 1979 vertrok hij al liftend naar Parijs om cabaretier te worden.
In 1981 kreeg hij een eerste rol in het oorlogsdrama Allons z'enfants van Yves Boisset, naast Jean Carmet. Later volgden onder meer samenwerkingen met Nouvelle Vague-cineasten. Voor Claude Chabrol werkte hij in de misdaadfilm Poulet au vinaigre (1985) waarin hij samenspeelde met Jean Poiret, en in het literair drama Madame Bovary (1991), waarin hij samenspeelde met Isabelle Huppert. Voor Jacques Rivette vertolkte hij de mannelijke hoofdrol in Hurlevent (1985).
In het begin van de jaren negentig begon hij ook film te maken waaronder de trilogie bestaande uit Un couple épatant, Cavale en Après la vie. Hiermee won hij in 2003 de Prix Louis-Delluc. In 2009 maakte hij het drama Rapt, een film gebaseerd op de ontvoering van baron Empain.
Hij is de oudere broer van Rémy Belvaux, de jong gestorven acteur en regisseur van de zwarte komedie en cultfilm C'est arrivé près de chez vous.

## Filmografie

### Regisseur

#### Bioscoop
- 1991 - Parfois trop d'amour
- 1996 - Pour rire
- 2003 - Un couple épatant, Cavale en Après la vie (trilogie)
- 2006 - La Raison du plus faible
- 2009 - Rapt
- 2012 - 38 témoins
- 2014 - Pas son genre
- 2017 - Chez nous
- 2020 - Des hommes

#### Televisie
- 2000 - Mère de Toxico (televisiefilm)
- 2004 - Nature contre nature (televisiefilm)
- 2007 - Les Prédateurs (televisiefilm)

### Acteur
- Allons z'enfants van Yves Boisset (1981), als Simon Chalumot
- Le Voyage d'hiver van Frédéric de Foucaud (1981, (korte film)
- La Truite van Joseph Losey (1982),
- La Mort de Mario Ricci van Claude Goretta (1982), als Stéphane Coutaz
- La Femme ivoire van Dominique Cheminal (1982), als Maurice
- Ronde de nuit van Jean-Claude Missiaen (1983), als Laurent
- La Femme publique van Andrzej Zulawski (1983), als François
- American dreamer van Rick Rosenthal (1983), als de dief op de fiets
- Hurlevent van Jacques Rivette (1985), als Roch :
- Poulet au vinaigre van Claude Chabrol (1985) als Louis Cuno :
- La Baston van Jean-Claude Missiaen (1985), als Jeajean Levasseur
- L'index van Marie-Hélène Quinton (1985), (kortfilm)
- Désordre van Olivier Assayas (1986), als Henri
- Pas de C4 pour Daniel Daniel van Rémy Belvaux, André Bonzel en Benoît Poelvoorde (1987), (kortfilm)
- La Loi sauvage van Francis Reusser (1987) als Luc/Gandhi :
- L'Air de rien de Mary Jimenez (1989), als Francis :
- Le Banquet van Marco Ferreri (1989), (televisie)
- Trois années de Fabrice Cazeneuve (1989), als Pilou
- L'Ourse bleue van Marc Chevrie (1990), (kortfilm)
- Madame Bovary van Claude Chabrol (1991),
- Grand bonheur van Hervé Le Roux (1993), als Luc
- Double Express van Olivier Péray (1995), (kortfilm)
- Sorrisi asmatici - Fiori del destino van Tonino de Bernardi (1996),
- Les Alsaciens ou les Deux Mathilde van Michel Favart (1996), (televisieserie)
- Aram van Robert Kechichian (1997), (kortfilm)
- On appelle ça... le printemps van Hervé Le Roux (2001), als Luc
- Cavale (2002) als Bruno Le Roux
- Après la vie (2002), als Bruno Le Roux
- Un couple épatant (2002), als Pierre
- Demain on déménage van Chantal Akerman (2003), als M. Delacre
- Joyeux Noël van Christian Carion (2005), als Gueusselin
- La Raison du plus faible (2006), als Marc Pirmet
- Pars vite et reviens tard van Régis Wargnier (2006), als Danglard :
- L'Armée du crime van Robert Guédiguian (2009), als Joseph Epstein of Gilles
- Rapt van Lucas Belvaux (2009), als helicopterpiloot

## Prijzen en nominaties
- 1986 : Nominatie voor de César voor beste jong mannelijk talent voor Poulet au vinaigre
- 1996 : Beste scenario op het Filmfestival van Thessaloniki met Pour rire!
- 1996 : Nominatie voor de Gouden Alexander op het Filmfestival van Thessaloniki met Pour rire!
- 2003 : Prix André-Cavens voor de beste Belgische film voor Un couple épatant, Cavale en Après la vie
- 2003 : Louis Dellucprijs voor zijn trilogie
- 2003 : Nominatie voor de Golden spike op het Valladolid Filmfestival voor zijn trilogie
- 2004 : Prix Méliès voor beste film van het Franse syndicaat voor critici voor zijn trilogie
- 2004 : De Etoile d'or voor beste regie op Etoiles d'or voor zijn trilogie
- 2004 : Nominatie voor de César voor beste regisseur voor Un couple épatant, Cavale en Après la vie
- 2004 : Nominatie voor de César voor beste scenario voor Un couple épatant, Cavale en Après la vie
- 2004 : Nominatie voor de Joseph Plateau prijs, beste regie voor zijn trilogie
- 2005 : Chlotrudis Award voor beste regie en beste scenario voor zijn trilogie
- 2006 : Nominatie voor de Gouden Palm op het Filmfestival van Cannes voor La raison du plus faible
- 2010 : Nominatie voor de César voor beste film voor Rapt
- 2010 : Nominatie voor de César voor beste regisseur voor Rapt